# Cymothoa elegans
Espèce
Cymothoa elegans est une espèce de crustacés isopodes de la famille des Cymothoidae. Elle est trouvée dans la mer de Java, mais elle est largement inconnue.